# 塩野誠
塩野誠（しおの まこと、1975年11月12日 - ）は日本の実業家。経営共創基盤　取締役マネージングディレクター・パートナー。株式会社JBIC IG Partners 代表取締役CIO。株式会社ニューズピックス社外取締役。JB NordicVentures(フィンランド)取締役。人工知能学会倫理委員会委員。元ライブドア証券取締役副社長。

## 略歴
1975年生まれ、1998年慶應義塾大学法学部卒業、2008年セントルイス・ワシントン大学ロースクール法学修士取得。
シティバンク、エヌ・エイ、ゴールドマン・サックス証券、EC-WATCH.COM、ベイン&カンパニーを経て、ネットサーフィンでM&Aの実務経験者を求めていたライブドアに入社、ニッポン放送買収等を担当。
2005年6月24日、ライブドア証券取締役副社長に就任。2017年、株式会社JBIC IG Partners（ 国際協力銀行と経営共創基盤の合弁会社）代表取締役CIOに就任。
金融機関の米国ニューヨーク駐在員だった父を持ち、小学校高学年、中学校とニューヨークに在住した。大学時代にはESSの代表を務めた。

## 著作
- 『プロ脳のつくり方』（ダイヤモンド社、2007年） ISBN 4478000964
- 『東京ディール協奏曲』（集英社、2007年）栗山誠名義 ISBN 4087804720
- 『リアルスタートアップ~若者のための戦略的キャリアと起業の技術~』（集英社、2012年） ISBN 4087806499
- 『20代のための「キャリア」と「仕事」入門』（講談社、2013年） ISBN 4062882353
- 『東大准教授に教わる「人工知能って、そんなことまでできるんですか?」』東京大学松尾豊准教授との共著（KADOKAWA/中経出版、2014年） ISBN 4046009314
- 『世界で活躍する人は、どんな戦略思考をしているのか?』（KADOKAWA/中経出版、2015年） ISBN 404600925X
- 『事業担当者のための逆引きビジネス法務ハンドブック』宮下和昌弁護士との共著（東洋経済新報社、2015年） ISBN 4492533680
- 『いちばんやさしい人工知能ビジネスの教本 人気講師が教えるAI・機械学習の事業化』二木 康晴弁護士との共著（インプレス、2017年） ISBN 9784295001256